# Пермякова, Ольга Викторовна
О́льга Ви́кторовна Пермяко́ва (12 апреля 1982, Челябинск, СССР) — российская хоккеистка, защитник и капитан команды «Торнадо». Выступала за сборную России. Мастер спорта международного класса.

## Карьера
Начала карьеру в челябинской команде «Метелица».
Участница трёх Олимпиад 2002, 2006 и 2010 годов и семи чемпионатов мира с 2004 по 2012 год. На Играх Пермякова провела 12 матчей.
Многократная чемпионка России.